# Don Walsh

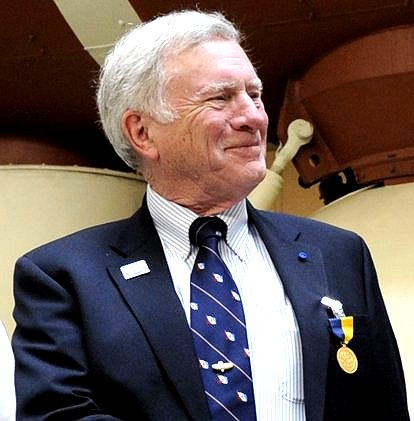
Don Walsh (2016)

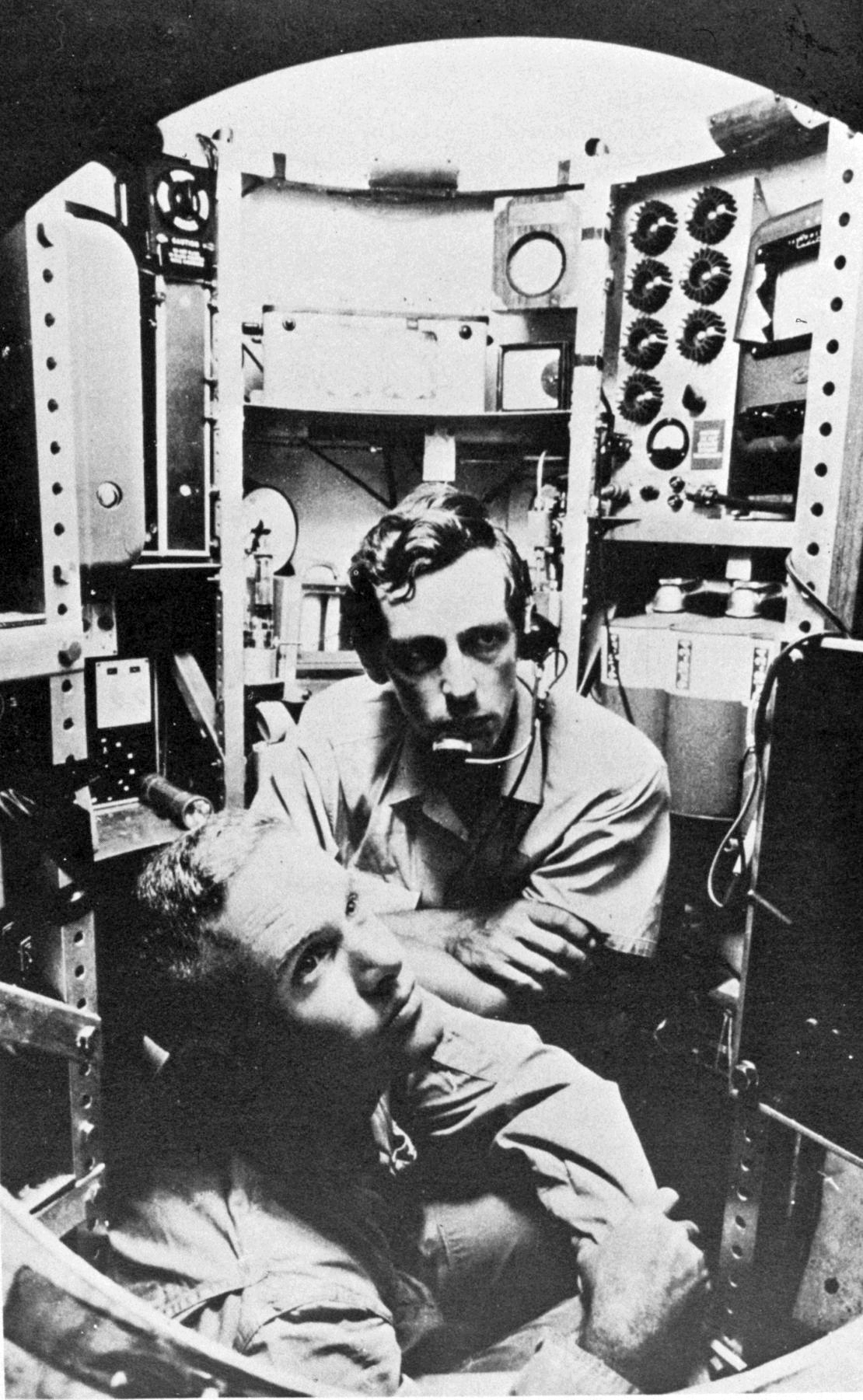
Don Walsh und Jacques Piccard

Don Walsh (* 2. November 1931 in Berkeley, Kalifornien; † 12. November 2023 in Oregon) war ein US-amerikanischer Ozeanograph.

## Leben
Am 23. Januar 1960 erforschte er als Oberleutnant der United States Navy zusammen mit Jacques Piccard den Marianengraben. Der Bathyscaph Trieste brachte sie auf 10.911 m Tiefe im Challengertief, ursprünglich gemessen 10.916 m, der Wert wurde später korrigiert. Dies war Tieftauchrekord bis zum 28. April 2019.
Mehr als 30 Jahre war Walsh mit der Erforschung der Meere beschäftigt. Nach Abschluss der Militärakademie 1954 trat er in den aktiven Marinedienst ein, den er im Rang eines Kapitäns zur See verließ. Er verbrachte 15 Jahre auf See, hauptsächlich in U-Booten, unter anderem als U-Boot-Kommandant. Außerdem arbeitete er für die US-Marine an der Meeresforschung und Entwicklung.
Als ehemaliger Dekan des Meeresprogrammes und Professor of Ocean Engineering an der University of Southern California gründete Walsh im Rahmen eines Joint Ventures mit dem Shirshov Institute of Oceanology ein Unternehmen für Unterwasserreparaturen, Soyuz Marine Service, das bis heute in der Russischen Föderation tätig ist.
Walsh ist Namensgeber für den Walsh Spur, einen Gebirgskamm in der Antarktis. Nach ihm ist der Captain Don Walsh Award for Ocean Exploration benannt, der von der Society for Underwater Technology und der Marine Technology Society gestiftet wurde.
Er verstarb am 12. November 2023 in Oregon im Alter von 92 Jahren.